# ادی بلی
ادی بلی (انگلیسی: Eddie Blay؛ ۹ نوامبر ۱۹۳۷ – ۱۵ اکتبر ۲۰۰۶) بوکسور اهل غنا بود.
وی در مسابقات کشوری و بین‌المللی در مجموع برندهٔ ۲ مدال طلا، ۱ مدال برنز شده‌است.